# Slag bij Inab
De Slag bij Inab (ook bekend als de Slag bij Ard al-Hatim) was een confrontatie tussen de Syrische legers onder leiding van Nur ad-Din met het vorstendom Antiochië onder leiding van Raymond van Antiochië met het bondgenootschap van Ali ibn Wafa op 29 juni 1149.

## Achtergrond
Nur ad-Din kreeg controle over de stad Aleppo na de dood van zijn vader Zengi in 1146. Hij begon met ondernemingen en militaire acties gericht tegen het aan de Middellandse Zee gelegen Vorstendom Antiochië. Daarvoor had hij Damascus succesvol geholpen met het verdedigen van de stad tijdens de Tweede Kruistocht in 1147. De reden van de kruistocht was dat Zengi in 1144 het graafschap Edessa had ingenomen na het Beleg van Edessa. In juni 1149 trok Nur ad-Din Antiochië binnen en belegerde fort Inab, met steun van Unur van Damascus en wat Oguzen-manschappen. Nur ad-Din had 6000  manschappen tot zijn beschikking, waarvan de meeste ruiters waren.

## Veldslag
Raymond sloot een verbond met Ali ibn-Wafa, leider der Hashshashin, een vijand van Nur ad-Din, voordat hij zijn hoofdleger formeerde. Raymond trok nadien op expeditie naar het belegerde fort. Nur-ad-Din brak zijn belegering op nadat hij hoorde over het naderen van de christelijke strijdkrachten, en trok zich terug in de woestijn. Raymond zette de achtervolging in, en verbleef niet wijselijk bij het fort, waarna de nacht inviel en Raymond en ibn-Wafa in open terrein hun kamp opzetten. Nadat verkenners aan Nur ad-Din vertelden waar Raymond zich bevond en dat extra versterkingen ontbraken, keerde Nur ad-Din snel om en omsingelde het kampement gedurende de nacht.
Op 29 juni bij zonsopgang vielen de strijdkrachten van Nur ad-Din het kamp van het leger van Antiochië aan. Zowel Raymond als ibn-Wafa kwamen om tijdens het gevecht. Na deze slag lagen de ommelanden van Antiochië open voor Nur ad-Din, die de hoofdroute naar de mediterraanse kust nam en zich in zee liet baden als symbool van overwinning op de christenen. Een auteur uit de tijd van de kruistochten vermeldde, dat deze nederlaag te vergelijken was met die bij de Slag van Ager Sanguinis, een generatie eerder. In de nasleep van deze slag werden de kastelen van Harim en Afamiya ingenomen door de atabeg.
Nur ad-Din trok vervolgens naar de hoofdstad Antiochië en belegerde die, maar de stad bleek moeilijk in te nemen; ondanks de dood van Raymond wisten de inwoners onder leiding van de weduwe Constance en patriarch Amalrik van Limoges stand te houden. Koning Boudewijn III van Jeruzalem kwam te hulp om het beleg te breken.

## Nasleep
Na de overwinning bij Inab, werd Nur as-Din een bekend persoon binnen de Arabische en islamitische wereld. Zijn doel was geworden om de kruisvaardersstaten te vernietigen, en voerde de strijd als een jihad.